# غودفري قاو
غودفري قاو (بالصينية: 高以翔) هو عارض وممثل تايواني وكندي، ولد في 22 سبتمبر 1984 في تايوان.

## أعمال

### أفلام
- (2013) مدينة العظام[8]

## وصلات خارجية
- غودفري قاو على موقع IMDb (الإنجليزية)
- غودفري قاو على موقع قاعدة بيانات الفيلم (الإنجليزية)